# Neuilly-Plaisance
Neuilly-Plaisance je město ve východní části metropolitní oblasti Paříže ve Francii v departmentu Seine-Saint-Denis, region Île-de-France. Od centra Paříže je vzdálené 14 km.

## Geografie
Sousední obce: Neuilly-sur-Marne, Rosny-sous-Bois, Villemomble, Bry-sur-Marne, Fontenay-sous-Bois, Noisy-le-Grand a Le-Perreux-sur-Marne.

## Historie
Obec vznikla roku 1892 odtržením od města Neuilly-sur-Marne.

## Vývoj počtu obyvatel
Počet obyvatel

## Transport
Neuilly-Plaisance je dosažitelné linkou RER A a autobusy RATP číslo 114, 116 a 127.

## Osobnosti města
- Émile Marcus (* 1930), arcibiskup
- Claude Miller (1942 - 2012), režisér
- Bernard Minet (* 1953), zpěvák